# Liste der Monuments historiques in La Boissière-de-Montaigu
Die Liste der Monuments historiques in La Boissière-de-Montaigu führt die Monuments historiques in der französischen Gemeinde La Boissière-de-Montaigu auf.

## Liste der Bauwerke
| Bezeichnung   | Beschreibung              | Standort | Kennzeichnung | Schutzstatus | Datum | Bild           |
| ------------- | ------------------------- | -------- | ------------- | ------------ | ----- | -------------- |
| Schloss Asson | Erbaut im 15. Jahrhundert | (Lage)   | PA00110052    | Inscrit      | 1986  | weitere Bilder |

## Liste der Objekte
- Monuments historiques (Objekte) in La Boissière-de-Montaigu in der Base Palissy des französischen Kultusministeriums